# ジャンゴ 繋がれざる者
『ジャンゴ 繋がれざる者』（ジャンゴ つながれざるもの、原題：Django Unchained）は、2012年のアメリカのリビジョニスト西部劇。ドイツ人賞金稼ぎに助けられた黒人奴隷が生き別れた妻を取り戻す物語。監督・脚本はクエンティン・タランティーノ、出演はジェイミー・フォックス、レオナルド・ディカプリオ、クリストフ・ヴァルツ、サミュエル・L・ジャクソン。
世界で高い評価を受け、アカデミー賞では5部門ノミネート、内、脚本賞と助演男優賞を受賞。タランティーノの脚本賞受賞は代表作『パルプ・フィクション』以来2度目、助演男優賞を受賞したヴァルツについても、タランティーノ監督の前作『イングロリアス・バスターズ』に続いての快挙となった。興行成績も非常に高く、アメリカ・世界共に、タランティーノ作品で最高収益を上げた『イングロリアス・バスターズ』を超えて大ヒットを記録した。

## あらすじ
1858年、南北戦争直前のアメリカ南部テキサス。ドイツ人賞金稼ぎシュルツは、追跡中の賞金首の手がかりとなる黒人奴隷ジャンゴを手に入れる。奴隷制を嫌悪するシュルツは、賞金首を仕留めたあとジャンゴを解放し、賞金稼ぎの相棒にする。
ジャンゴは、生き別れの妻ブルームヒルダ（ヒルディ）がミシシッピのキャンディ農園に所有されていることを知る。シュルツとジャンゴは奴隷の買い付けを装って農園主カルヴィンに近づく。シュルツの見せ金1万2000ドルに欲を出したカルヴィンは2人を農園に招きいれる。
シュルツはヒルディを購入する商談をまとめるが、ヒルディとジャンゴの関係が見抜かれる。カルヴィンはシュルツを脅迫して1万2000ドルを強請りとる。その人間性に耐えがたくなったシュルツはカルヴィンを射殺する。
シュルツはカルヴィンの部下に撃たれる。残されたジャンゴは大立ち回りを演じるが、ヒルディを人質に取られて捕縛される。
家長を殺されたキャンディ家は、報復としてジャンゴを奴隷の酷使で悪名高い鉱山に売却する。ジャンゴは、鉱山に運ばれる道中で運び屋たちを殺して逃走し、キャンディ農園に舞い戻る。キャンディ家の人間たちを撃ち倒して屋敷を爆破し、救出したヒルディと共に農園を去る。

## キャスト
※括弧内は日本語吹替。

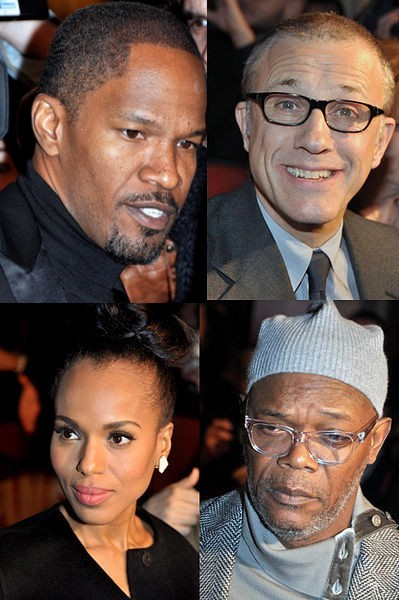
パリ・プレミアでのジェイミー・フォックス、クリストフ・ヴァルツ、ケリー・ワシントン、サミュエル・L・ジャクソン（2013年1月）。

- ジェイミー・フォックス - ジャンゴ・フリーマン[7][8]（楠大典）
- クリストフ・ヴァルツ - Dr.キング・シュルツ（山路和弘）
- レオナルド・ディカプリオ - カルヴィン・J・キャンディ[8]（加瀬康之）
- ケリー・ワシントン - ブルームヒルダ・フォン・シャフト[9]（朴璐美）
- サミュエル・L・ジャクソン - スティーヴン[10]（屋良有作）
- ウォルトン・ゴギンズ - ビリー・クラッシュ
- ドン・ジョンソン - スペンサー・"ビッグ・ダディ"・ベネット[11]（辻親八）
- ローラ・カユーテ - ララ・リー・キャンディ＝フィッツウィリー（的場加恵）
- デニス・クリストファー - レオニード・モギー[12]
- ジェームズ・ルッソ - ディック・スペック
- ジェームズ・レマー - エース・スペック/ブッチ・プーチ（2役）[13][14]（山岸治雄）
- トム・ウォパット - マーシャル・ギル・テイタム[14]
- ミスティ・アッパム - ミニー[15]
- レックス・リン - テネシー・ハリー
- クーパー・ハッカビー - ロジャー
- ドク・デュハム - エリス
- M・C・ゲイニー - ビッグ・ジョン・ブリットル
- ブルース・ダーン - カーティス
- ネッド・ベラミー - ウィルソン
- フランコ・ネロ - アメリゴ・バセッピィ[16]（辻親八）
- ジョナ・ヒル - ランディ[17]
- ゾーイ・ベル - 女性トラッカー
- ロバート・キャラダイン - トラッカー・レックス
- ジェームズ・パークス - トラッカー
- トム・サヴィーニ - トラッカー・チェニー[18]
- マイケル・パークス - レクィント・ディッキー鉱業社の従業員
- クエンティン・タランティーノ -フランキー レクィント・ディッキー鉱業社の従業員（青山穣）

## 製作

### 企画

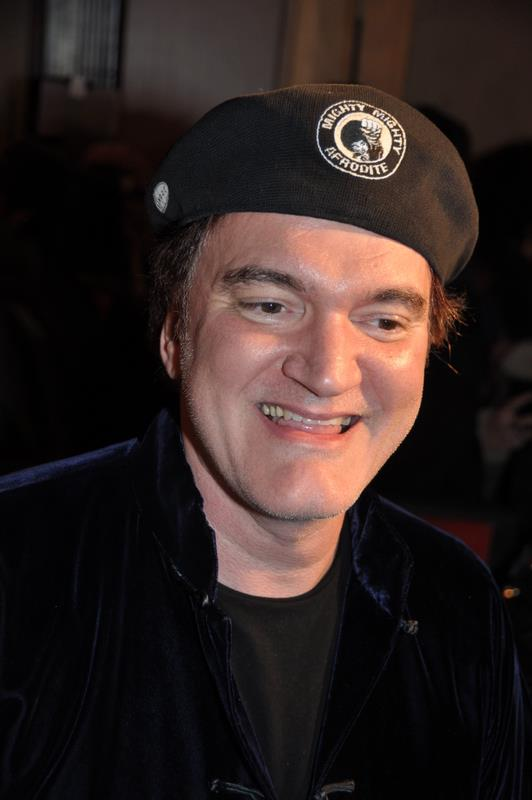
パリ・プレミアでのクエンティン・タランティーノ監督（2013年1月）。

2007年にクエンティン・タランティーノが『デイリー・テレグラフ』にて、アメリカ合衆国ディープサウスを舞台としたマカロニ・ウェスタンのアイディアがあると語った。タランティーノは製作意図について「僕はずっと、このアメリカのヒドい過去である奴隷問題を扱った映画を製作したいと思っていたが、歴史に忠実な映画にはしたくなくて、ジャンル映画として描きたいと思っていた。特にアメリカのウエスタン作品は、極端に奴隷問題を避けて描いてきた作品が多かった。海外の国は強制的に過去に犯した残虐行為に対して、国ごとに対処しなければならなかったが、どこかアメリカはこの奴隷問題に関しては、みんなの過ちとして捉え、誰もしっかりと、この問題を見つめていないと思う」と説明した。
2009年11月、タランティーノは『イングロリアス・バスターズ』の宣伝のため来日した際、滞在先のホテルで、買い込んだ大量の西部劇映画のサントラを聴きながら本作の最初のシーンのアイデアが生まれ、ホテルのメモ用紙に書き始めたという。
2009年12月、タランティーノは『イングロリアス・バスターズ』とは異なるジャンルのプロジェクトの存在を明かした。2011年5月2日、そのプロジェクトはかつての主人に復讐する元奴隷を描いた『Django Unchained』であり、2007年に語った「Southern」であることが判明した。タランティーノは2011年4月26日に脚本執筆を完了し、ワインスタイン・カンパニーに最終案を提出した。2012年10月、頻繁にタランティーノのコラボレーションをしているRZAは、『ジャンゴ 繋がれざる者』と彼の監督映画『アイアン・フィスト』でクロスオーバーの企画が存在していたことを明かした。クロスオーバーの内容は、RZAのキャラクターの若い頃、奴隷オークションに出されるという内容であった。スケジュールの都合により、RZAの参加は困難となった。
インスピレーションのひとつは、セルジオ・コルブッチの1966年のマカロニ・ウェスタン『Django』(邦題、続・荒野の用心棒）から得ており、フランコ・ネロが本作にカメオ出演している。他に、奴隷が戦闘訓練を受ける箇所は1975年の映画『マンディンゴ』から影響を受けている。タランティーノはさらに雪のシーンでは『殺しが静かにやって来る』のオマージュが含まれていると語っている。『ガーディアン』のインタビューで「『殺しが静かにやって来る』は雪の中で撮られている。私はそんな雪の中でのアクションが大好きで、『ジャンゴ 繋がれざる者』でも途中で大きな雪のセクションがある」と述べた。

#### タイトル
タイトルの『Django Unchained』は前述の1966年のコルブッチの映画『Django』（『続・荒野の用心棒』）のほか、1959年のイタリア映画『Hercules Unchained』（『ヘラクレスの逆襲』）、1970年のアメリカ映画『Angel Unchained』が基となっている。

### キャスティング
当初、タランティーノはジャンゴ役にマイケル・K・ウィリアムズとウィル・スミスを候補にしていると報じられたが、最終的に発表されたのはジェイミー・フォックスであった。また当初、セルジオ・コルブッチの『続・荒野の用心棒』（Django）でジャンゴを演じたフランコ・ネロがカルヴィン・キャンディを演じると報じられていた。エース・ウッディ役にはケビン・コスナーへ交渉がなされていたが、スケジュールの都合により降板した。代わりにカート・ラッセルが加わったが、その後降板した。ラッセルの降板後、同キャラクターに改めてキャスティングはされず、ウォルトン・ゴギンズ演じるビリー・クラッシュと合併された。
ジョナ・ヒルにも出演依頼がされていたが、『エイリアン バスターズ』とのスケジュールの折り合いがつかず、実現しないと報じられた。しかしながら2012年6月15日、ヒルは登用可能となり、キャストに加わったことが発表された。2012年4月4日、出演が予定されていたジョセフ・ゴードン＝レヴィットは、自身の映画監督デビュー作『ドン・ジョン』を優先させるために断念することを発表した。ゴードン＝レヴィットは、「私は本当に、本当に出演したかった。彼は大好きな映画作家のひとりだ」と説明した。

### 衣裳デザイン

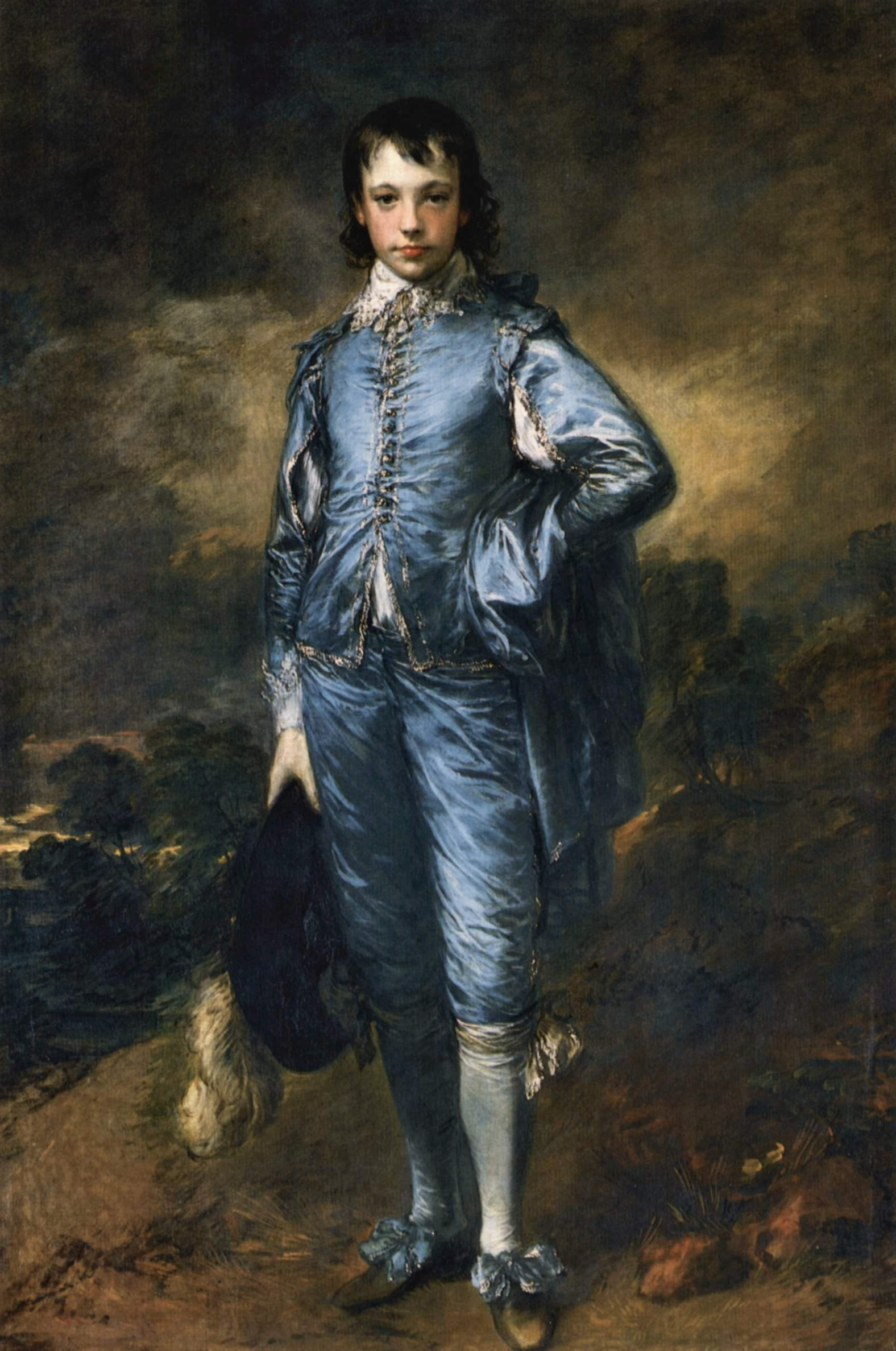
ジャンゴの衣裳はトマス・ゲインズバラによる1770年の油絵『青衣の少年』に触発されている。

2013年1月、『ヴァニティ・フェア』のインタビューで衣裳デザイナーのシャレン・デイヴィスは、映画の衣裳はマカロニウエスタン作品やその他の芸術作品の影響を受けていることを明かした。ジャンゴの衣裳についてデイヴィスとタランティーノは、テレビドラマの『ボナンザ』の影響について言及している。2人は同番組でマイケル・ランドン演じるリトル・ジョーがつけている帽子を作った職人を雇った。デイヴィスはジャンゴの外観について「ロックンロールな性格を持っている」と説明した。ジャンゴのサングラスは『ホワイト・バッファロー』（1977年）でチャールズ・ブロンソンのキャラクターが着けているものに影響されている。さらにデイヴィスはジャンゴの服のためにトマス・ゲインズバラの1770年の油絵『青衣の少年』を参照した。
最後のシーンのブルームヒルダの衣装は『荒野の1ドル銀貨』（1965年）でアイダ・ガリのキャラクターのそれと類似している。デイヴィスはカルヴィン・キャンディの衣裳のアイデアはレット・バトラーと述べた。キング・シュルツのコートは『刑事コジャック』のテリー・サバラスのものに影響を受けている。デイヴィスはさらに映画の最終カット版に採用されていない衣装のアイデアがあることを明かしている。

### 撮影
主要撮影は2012年1月よりカリフォルニア州、2月にワイオミング州、3月にルイジアナ州で行われた。撮影は35mmフィルムのアナモルフィック・フォーマットで行われた。2012年7月末に130日間に及ぶ撮影が完了した。

### 編集
編集はこれまでタランティーノ作品を手がけていたサリー・メンケが2010年に亡くなったため、アシスタントだったフレッド・ラスキンが今回より起用された。

### 音楽
映画ではオリジナル曲と既存の音楽の両方が使われた。映画のために特別にリック・ロスの「100基の黒い棺」、ジョン・レジェンドの「フー・ディッド・ザット・トゥ・ユー」、エンニオ・モリコーネとエリーザの「アンコラ・キ」、アンソニー・ハミルトンの「フリーダム」が作曲された。他にフランク・オーシャンも映画のためにオリジナル曲を書いたが、タランティーノは拒否し、「オーシャンはあらゆる方法で本当に素敵で詩的で幻想的なバラードを書いたが、それに丁度良い場面がなかった」と説明した。オーシャンは後に自身のTumblrブログ上で「Wiseman」という題の曲を公開した。

## 配給

### マーケティング
最初のティーザーポスターはイタリアの画家のFederico Mancosuによるファンアートポスターの影響を受けている。彼のアートワークは2011年5月にシノプスと公式タイトルが発表された数日後に公開された。2012年8月、タランティーノの要望により、製作会社はMancosuによるアートワークをプロモーションで使うために買い取った。

### 公開
アメリカ合衆国では2012年12月25日にワインスタイン・カンパニー配給、イギリスでは2013年1月18日にソニー・ピクチャーズ エンタテインメント配給で公開された。2012年12月1日、全米監督協会に向けて初めて上映された。プレミア上映は2012年12月14日を予定していたが、サンディフック小学校銃乱射事件の影響を受けて中止された。

## 評価

### 批評家の反応
2012年12月24日時点でRotten Tomatoesでは、65件のレビューで支持率は91%、平均値は7.9/10である。Metacriticでは22媒体のレビューで加重平均値は80/100である。作中で使用されている過去の楽曲を作成した音楽家のエンリオ・モリコーネは、多くの血が流れる本作をあまり好まない旨の評価を述べている。

### 論争
Spill.comの批評家は本作で「ニガー」という単語を多く使っていることを非難した。一方でいくらかのレビュアーはアメリカの奴隷制度の歴史的文脈を示し、単語の使用を擁護した。また、一部の批評では映画が非常に暴力的であることが批判された。『ジャンゴ』のプレミア上映は2012年12月14日にコネチカット州で起こった銃乱射事件後、延期された。
映画監督のスパイク・リーは『Vibe』のインタビューで本作を見ないと述べ、「私が言おうとしてるのは、この映画が私の先祖に対して失礼だということだ。これは私の意見で...誰かを代表しているわけではない」と説明した。リーはまたツイッターで「アメリカの奴隷制はセルジオ・レオーネのマカロニ・ウエスタンではない。ホロコーストだ。私の先祖は奴隷だ。アフリカから盗まれた。彼らに敬意を払う」とつぶやいた。
ネーション・オブ・イスラムのルイス・ファラカーンは、映画を「人種戦争のための準備だと思った」と述べた。

### 歴史的な不正確さ
タランティーノはマンディンゴの戦いについて「こうしたことが実際に起きていたということを、常に気にかけていた」と述べたが、映画で描かれていたような、奴隷主が奴隷達を剣闘士に仕立て上げて殺し合わせ見世物にしたという歴史的証拠は無く、噂はされていたものの記録されたものはない。
『ザ・ニューヨーカー』のジェラニ・コブは、タランティーノが時折見せる史実の柔軟な扱い方は映画の価値を高めていると指摘した。
映画で登場する覆面略奪集団「レギュレーターズ」は実際のKKKではなく南北戦争後のKKKの精神的な祖先として描かれた。

### 受賞歴
その他の賞はen:List of accolades received by Django Unchainedを参照。
| 賞                         | 授賞式開催日  | 部門              | 対象                                                         | 結果       |
| -------------------------- | ------------- | ----------------- | ------------------------------------------------------------ | ---------- |
| 第85回アカデミー賞         | 2013年2月24日 | 撮影賞            | ロバート・リチャードソン                                     | ノミネート |
| 第85回アカデミー賞         | 2013年2月24日 | 脚本賞            | クエンティン・タランティーノ                                 | 受賞       |
| 第85回アカデミー賞         | 2013年2月24日 | 作品賞            | ステイシー・シェール、レジナルド・ハドリン、ピラー・サヴォン | ノミネート |
| 第85回アカデミー賞         | 2013年2月24日 | 音響編集賞        | ワイリー・ステイトマン                                       | ノミネート |
| 第85回アカデミー賞         | 2013年2月24日 | 助演男優賞        | クリストフ・ヴァルツ                                         | 受賞       |
| 第66回英国アカデミー賞     | 2013年2月10日 | 監督賞            | クエンティン・タランティーノ                                 | ノミネート |
| 第66回英国アカデミー賞     | 2013年2月10日 | 編集賞            | フレッド・ラスキン                                           | ノミネート |
| 第66回英国アカデミー賞     | 2013年2月10日 | 脚本賞            | クエンティン・タランティーノ                                 | 受賞       |
| 第66回英国アカデミー賞     | 2013年2月10日 | 音響賞            | Mark Ulano, Michael Minkler, Tony Lamberti, Wylie Stateman   | ノミネート |
| 第66回英国アカデミー賞     | 2013年2月10日 | 助演男優賞        | クリストフ・ヴァルツ                                         | 受賞       |
| 第70回ゴールデングローブ賞 | 2013年1月13日 | 監督賞            | クエンティン・タランティーノ                                 | ノミネート |
| 第70回ゴールデングローブ賞 | 2013年1月13日 | 作品賞 ドラマ部門 | ジャンゴ 繋がれざる者                                        | ノミネート |
| 第70回ゴールデングローブ賞 | 2013年1月13日 | 脚本賞            | クエンティン・タランティーノ                                 | 受賞       |
| 第70回ゴールデングローブ賞 | 2013年1月13日 | 助演男優賞        | レオナルド・ディカプリオ                                     | ノミネート |
| 第70回ゴールデングローブ賞 | 2013年1月13日 | 助演男優賞        | クリストフ・ヴァルツ                                         | 受賞       |

日本国内
- 第37回日本アカデミー賞 優秀外国作品賞（2013年）[75]
- 第87回キネマ旬報ベスト・テン
  - 読者選出外国映画ベスト・テン 第2位
- ムービープラス・アワード2013
  - 映画スペシャリスト大賞 作品賞（洋画）第3位